# Петухи (Завьяловский район)
Петухи — деревня в Завьяловском районе Удмуртии, входит в Казмасское сельское поселение. Находится в 23 км к востоку от центра Ижевска и в 13 км к востоку от Завьялово.

## История
Починок Петухов расположен при ключе этого же имени, в 46 верстах от уездного города и в 12 верстах от волостного правления, ближайшего училища и приходской церкви. Жители - русскиe, б. непременные работники, православные. Первые переселенцы прибыли сюда из деревни Забегаловой этой же волости в начале нынешнего столетия. Земли делится по ревизским душам. В селении есть две веялки. Общество участвует в пользовании водяною мукомольной мельницей, вместе с селениями Шурдошуровским, Тихим Ключем и Ильиным.